# کودله (رومانی)
شهر کودله (به رومانیایی: Codlea) در شهرستان براشوو در کشور رومانی واقع شده‌است. جمعیت این شهر ۲۴٬۸۱۴ نفر  است.